# Zróżnicowanie etniczne
Zróżnicowanie etniczne – wielkość i liczba grup etnicznych występujących na danym obszarze (najczęściej na obszarze kraju).

## Wskaźniki zróżnicowania etnicznego
Najważniejsze wskaźniki zróżnicowania etnicznego (ELF, PREG, Ethnic) zostały opracowane przy użyciu Wskaźnika Herfindahla-Hirschmana (HHI), będącego miarą koncentracji rynku i określającego szacunkowy poziom zagęszczenia w danej branży oraz poziom konkurencji na danym rynku. Pomiędzy sobą różnią się doborem zmiennych (głównie ilości i wielkości grup etnicznych).
- Wskaźnik zróżnicowania etnolingwistycznego (ELF) Wiliama Easterlego i Rossa Levina[2] opiera się na podziałach grup etnicznych zaproponowanych w Atalsie Narodov Mira[4].
- Wskaźnik zróżnicowania etnopolitycznego (PREG) Daniela Posnera[3] został opracowany dla Afryki Subsaharyjskiej, po zrewidowaniu danych podanych w Atlasie Narodov Mira i włączeniu w podziały etniczne czynnika tradycji współpracy i rywalizacji politycznej pomiędzy grupami etnicznymi (pozwalającym na rozróżnienie m.in. Hutu i Tutsi w Rwandzie i Burundi).
- Wskaźnik zróżnicowania etnicznego (ethnic) zaproponowany w pracy Fractionalization[1], oparty na podziale na grupy etniczne, zaproponowany przez Encyklopedię Britanikę. Grupy etniczne zostały dla każdego z regionów świata wydzielone na podstawie różnorodnych kryteriów (w Afryce ważny był język, w Ameryce Łacińskiej pochodzenie, w USA rasa, w Europie narodowość, w Indiach religia).

## Regionalne różnice w podejściu do zróżnicowania etnicznego
W poszczególnych regionach świata różne cechy kultury są bardziej istotne od innych w określaniu podziałów pomiędzy grupami etnicznymi. Tradycyjny podział, opierający się na języku, jest wciąż dobrym wyróżnikiem grup etnicznych na większości obszarów Afryki Subsaharyjskiej, czy w Europie, jednak na innych obszarach zwraca się uwagę na pozostałe cechy kultury wyróżniające grupę etniczną. W Ameryce Łacińskiej są nimi pochodzenie (podział na Indian i metysów), narodowość, czy rasa, W USA są to rasa oraz pochodzenie, w Indiach główną rolę odgrywa religia oraz język. Na wszystkich obszarach jako najważniejsze cechy wyróżniające poszczególne grupy etniczne uznaje się cechy, które są ważne dla danej społeczności. W ten sposób religia jest ważna w Indiach, na Bliskim Wschodzie czy w Afryce, natomiast pozostaje niemal bez znaczenia w Europie.

## Regionalna różnorodność pod względem poziomu zróżnicowania etnicznego na świecie
Największe zróżnicowanie etniczne występuje w krajach Afryki Subsaharyjskiej oraz Azji Południowej i Południowo Wschodniej. Na przykład w Nigerii wartość wskaźnika ethnic wynosi 0,85 (w skali od 0 do 1), w RPA: 0,75, Tanzanii: 0,73, Indiach: 0,42 (przy bardzo dużym zróżnicowaniu językowym), a w Indonezji: 0,73. Najniższy poziom zróżnicowania etnicznego występuje w krajach Europejskich (w Niemczech jest to 0,17, we Francji: 0,1, w Rosji: 0,26, a w Polsce: 0,12). Inne regiony świata cechują się zróżnicowanym poziomem zróżnicowania etnicznego. Wskaźnik ethnic dla Chin wynosi 0,15, dla USA: 0,49, a w Brazylii: 0,54.